# クラレンス公
クラレンス公（Duke of Clarence）は、イングランド、イギリスの王族の公爵位。
爵位名はイングランドのサフォーク州クレアに由来する。初代にあたるライオネルの妻は同地を治めたクレア家の女系相続人で、ライオネルはその権利から領有権を獲得し、1362年に爵位を授けられた。嫡男がなく断絶したが、後に王族男子に与えられる爵位として何度か復活した。
- ライオネル・オブ・アントワープ（1338年 - 1368年）　エドワード3世の三男
- トマス・オブ・ランカスター（1388年 - 1421年）　ヘンリー4世の次男
- ジョージ・プランタジネット（1449年 - 1478年）　ヨーク公リチャード・プランタジネットの六男
- ウィリアム4世（1765年 - 1837年）　ジョージ3世の三男
- アルバート・ヴィクター（1864年 - 1892年）　ウェールズ公アルバート・エドワード（後のエドワード7世）の長男